# Norma Redpath

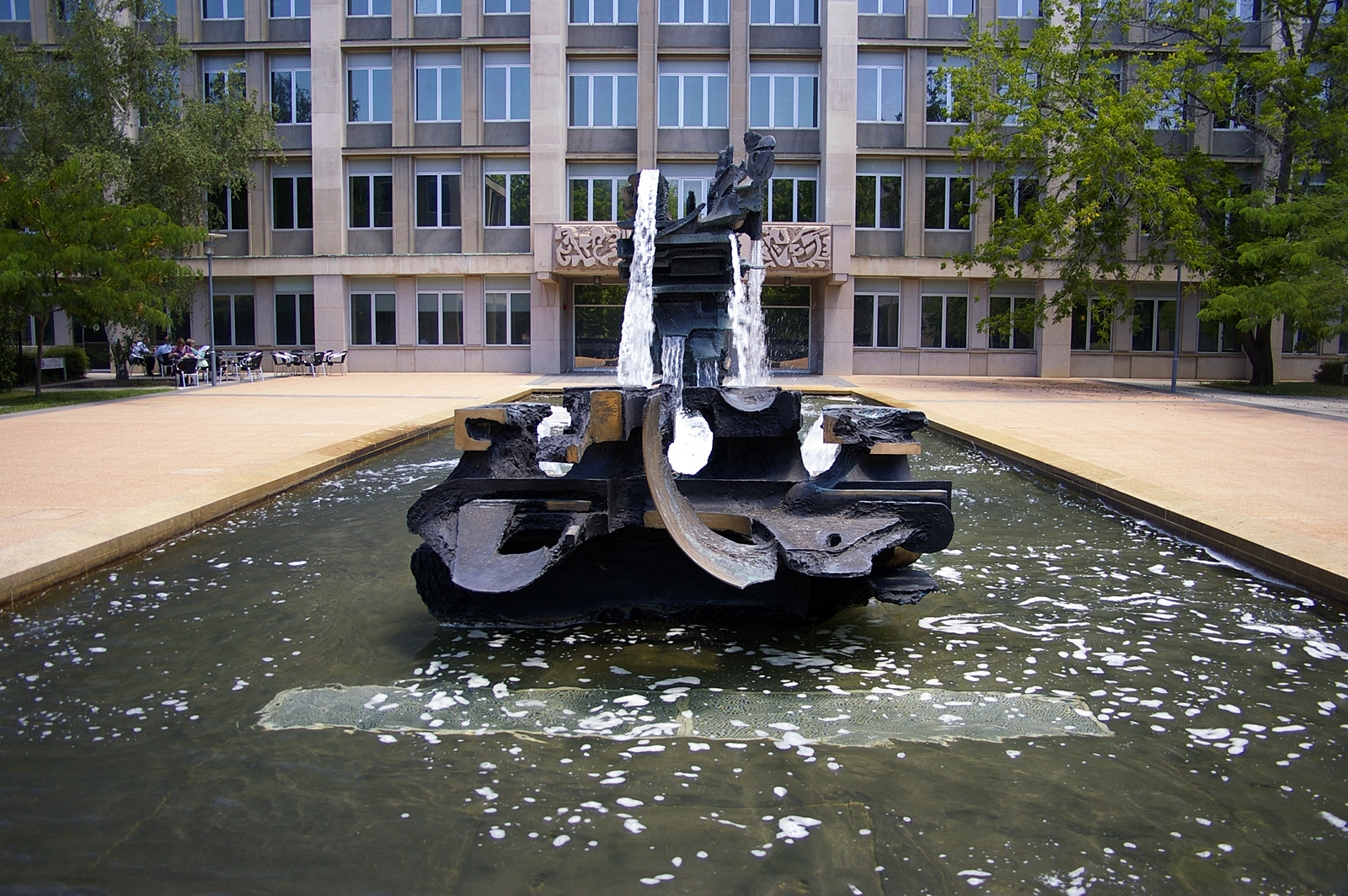
Treasury Fountain in Canberra

Norma Redpath (Melbourne, 1928-2013) is een Australische schilder en beeldhouwer.

## Leven en werk
Norma Redpath studeerde van 1942 tot 1948 (met een lange onderbreking wegens ziekte) schilderkunst aan het Swinburne Technical College en van 1949 tot 1951 beeldhouwkunst aan het Royal Melbourne Institute of Technology, beide in Melbourne. De laatste opleiding was vooral een zelfstudie, daar een studie moderne beeldhouwkunst niet voorhanden was. Gedurende de vijftiger jaren reisde zij naar Europa en studeerde in Italië van 1956 tot 1958 aan de Universita per Stranieri in Perugia en woonde zij in Rome. Haar liefde voor Italië en de Italiaanse kunst zou haar niet meer loslaten.
In 1958 keerde zij weer terug naar Australië, maar in 1962 won zij een beurs van de Accademia di belle Arti di Brera in Milaan, waar zij zich later ook zou vestigen. Zij reisde regelmatig heen en weer tussen Italië en Australië. Van 1974 tot 1985 woonde en werkte zij afwisselend in haar Milanese atelier en Melbourne.
Reeds als studente werd zij gevraagd als lid van de Victorian Sculptors' Society (VSS), stelde er haar bronzen tentoon en was vicevoorzitter tot het opzeggen van haar lidmaatschap. In 1953 was zij met Inge King, Julius Kane en Clifford Last medeoprichter van de Group of Four en in 1961 sloot zij zich aan bij de kunstenaarsgroepering Centre Five (onder anderen Inge King, Julius Kane, Clifford Last, Lenton Parr, Vincas Jomantas en Teisutis Zikaras), die brak met de VSS en eigen exposities ging organiseren.

## Werken (selectie)

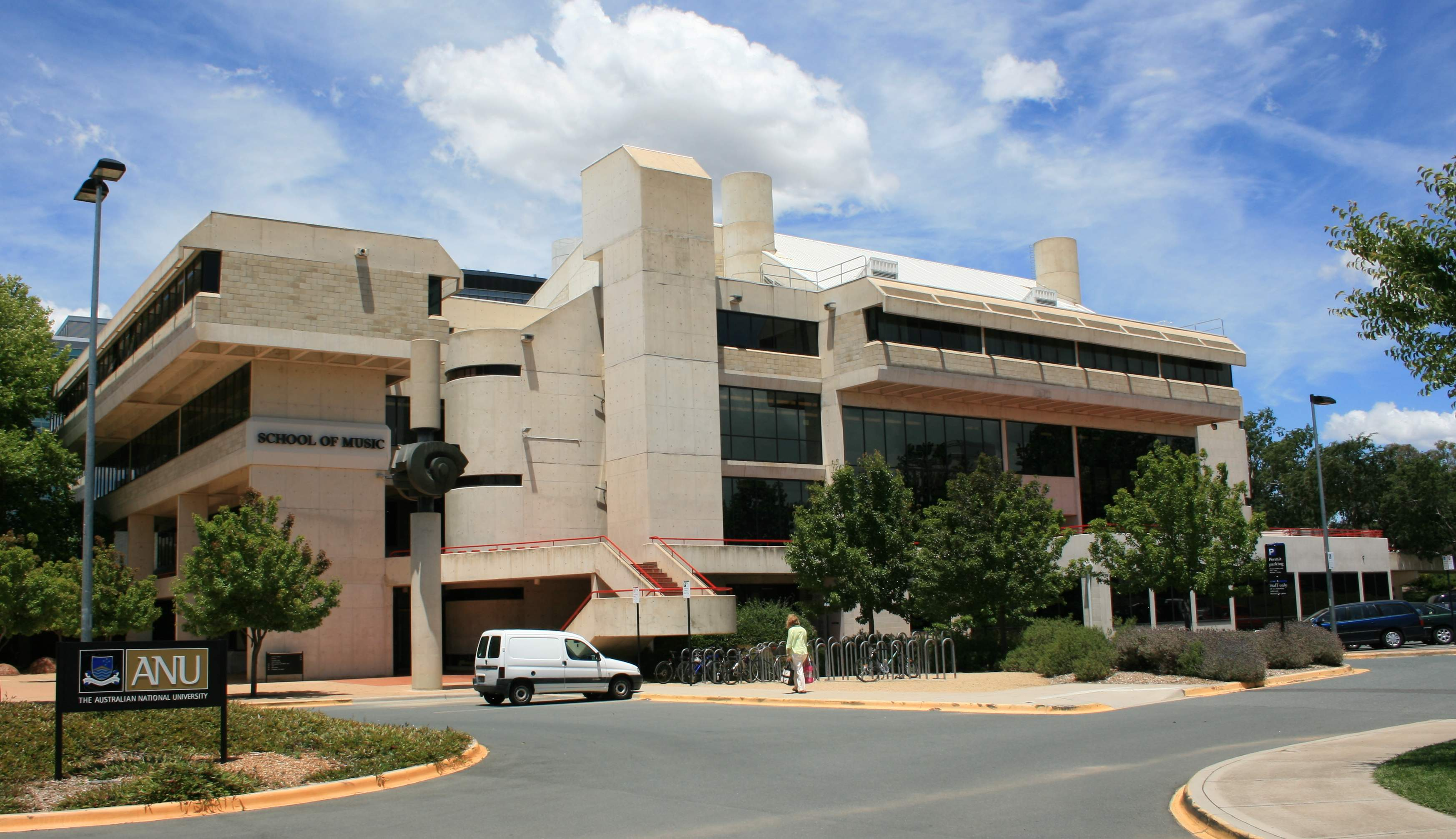
Extended Column (links) in Canberra

- Bronze Reliefs (1964), BP-Australia
- Treasury Fountain - een uit twee delen bestaande bronzen fontein in een rechthoekige granieten vijver - (1965-1969), Treasury Building in Canberra (ACT)
- Victoria Coats of Arms - een bronzen reliëf - (1968), Arts Centre of Victoria in Melbourne
- Sculpture Column (1969-1972), Reserve Bank of Australia in Brisbane
- Facade Relief (1970-1972), Victoria College of Pharmacie in Melbourne
- Sydney Rubbo Memorial Capital (1970-1973), Universiteit van Melbourne
- Higuchi Sculpture (1971-1972), Manning Building van de Monash University in Melbourne (onthuld door Takeru Higuchi)
- Extended Column (1972-1975), Canberra School of Music in Canberra
- Paesaggio Cariatide (1980-1985), State Bank of Victoria in Melbourne
- Landscape Caryatide (1980-1985), McClelland Gallery and Sculpture Park in Langwarrin, Victoria